# After Fader Listening
Pour les articles homonymes, voir AFL.
L'After Fader Listening (AFL) est une technique sonore intégrée aux appareils d'enregistrement et aux consoles de mixage. Il s'agit d'une fonction permettant de vérifier le signal audio émis après le fondu enchaîné de différents canaux ou après le réglage du volume. Pour ce faire, le signal est envoyé à la sortie moniteur ou casque de l'appareil.

## Description
En règle générale, lorsque la touche AFL est enfoncée, le niveau du signal est également envoyé à un instrument d'affichage correspondant (par exemple, une chaîne de LED) L'AFL est particulièrement adapté à l'insertion d'effets audio externes, car les rapports de signal entre le signal audio non traité et le signal FX sont conservés. L'AFL se distingue du Pre-Fader Listening (PFL) (en français : pré-écoute après fader) par le fait que le signal peut être contrôlé après le fondu, alors que le PFL permet de pré-écouter les canaux séparément.